# David Loosli
David Loosli (Berna, 8 maggio 1980) è un ex ciclista su strada svizzero, professionista dal 2004 al 2011.

## Palmarès
- 2003

3ª tappa Flèche du Sud
Classifica generale Flèche du Sud
- 2004

8ª tappa Course de la Paix

## Piazzamenti

### Grandi Giri
- Giro d'Italia

2008: 63º
2010: non partito (17ª tappa)
- Tour de France

2004: 105º
2005: 99º
2009: 53º
2011: 59º
- Vuelta a España

2006: 63º
2007: 85º

### Classiche monumento
- Milano-Sanremo

2009: 58º
- Parigi-Roubaix

2006: ritirato
- Giro delle Fiandre

2006: ritirato
- Liegi-Bastogne-Liegi

2005: 58º
2007: ritirato
2010: 99º
2011: ritirato